# Paul Angoulvent
Paul Angoulvent (* 21. April 1899 in Le Mans; † 27. Juli 1976 in der Nähe von Auxerre) war ein französischer Museumskurator und Redakteur. Ab 1934 gestaltete und leitete er die Presses Universitaires de France (PUF).

## Leben
Paul-Joseph Angoulvent wurde an der HEC Paris ausgebildet. Er war in den 1920er und 1930er Jahren Kurator der Chalcographie du Louvre. Zusammen mit Albert Morance, Kunstredakteur und Direktor der Réunion des Musées Nationaux, veröffentlichte er zahlreiche Kataloge und Monographien mit Beständen aus dem Louvre.
Nach dem Konkurs des Hauptaktionärs des Verlagswesens im Jahr 1934 gründete er Quadriga, einen Zusammenschluss der Presses Universitaires de France und der drei Verlage Félix Alcan (verbunden mit dessen Neffen René Lisboa), Leroux (Historiker) und Rieder (Literatur allgemein). Der Zusammenschluss entsprach den Bedürfnissen der wachsenden Studentenschaft.
Während der deutschen Besatzung brachte Angoulvent 1941 eine Reihe schnell wachsender Buchreihen heraus, vor allem die Sammlung Que sais-je ?. Er konzentrierte sich auf viele Innovationen, die der PUF sofortigen und nachhaltigen Erfolg bescherten. Ein Schlüsselelement der Strategie von Angoulvent war die Bottom-up-Unterstützung für Qualitätsbücher mit geringem Gewinn für ein breites Publikum.
Nach der Befreiung 1944 wurde Angoulvent, der während der Besatzungszeit Leiter des Buchkomitees war, verurteilt, da er die Absetzung Pierre-Marcel Lévis, des jüdischen Direktors seines Verlagshauses, betrieben hatte. Angoulvent hatte Lévi 242.406 Francs als Pauschalbetrag zu zahlen, sowie einen Betrag, der dem Gesamtbetrag seiner Bezüge in den zwei Jahren vor dem 30. Oktober 1940 entsprach, zuzüglich Zinsen auf diesen Betrag; und zum dritten 250.000 Franken Schadenersatz.
Nach 1945 behielt Angoulvent das unter der Besatzung geschaffene neue redaktionelle Gleichgewicht bei, nun jedoch unter der Verteidigung der französischen Kultur und mit einer positiven wirtschaftlichen Bilanz, trotz des Widerstands von Traditionalisten wie Louis Bréhier. Neben der redaktionellen Diversifizierung wurde ein Schwerpunkt auf Exporte, Modernisierung der Produktion und Rentabilität des Vertriebs gelegt.
Als Bewunderer des amerikanischen Modells veröffentlichte Angoulvent 1960 das Manifest L’Édition au pied du mur: Ouvrage manifeste, in dem er die Situation des französischen wissenschaftlichen Publizierens hervorhob und auf die Anarchie der Beziehungen zwischen dem öffentlichen und dem privaten Sektor hinwies.
Angoulvent blieb bis 1968 Präsident der PUF und bis 1974 Präsident des Aufsichtsrats. Sein Sohn Pierre Angoulvent war von 1968 bis 1994 Präsident des Vorstands.